# Museo Postal y Filatélico del Perú
El Museo Postal y Filatélico del Perú es un museo postal ubicado en el jirón Conde de Superunda 170, en el Centro Histórico de Lima, en Perú. El museo se encontraba en uno de los espacios de la Casa de Correos y Telégrafos, oficina central de correos de la ciudad de Lima. Fue clausurado temporalmente en 2011 para acondicionar las  instalaciones e inaugurar la Casa de la Gastronomía Peruana.
Creado en conmemoración al quinto centenario de la fundación de Lima el 31 de mayo de 1931 por Resolución Suprema del gobierno de Luis Miguel Sánchez Cerro, el museo exhibe objetos relativos al servicio postal, así como bienes inmuebles relacionados con la historia limeña. Al interior del edificio se encuentra situado el pasaje Piura, también llamado pasaje del correo o pasaje Carmen, calle donde se agrupan tiendas y puestos de venta de sellos postales, donde aficionados a la filatelia se reúnen los domingos por la mañana para intercambiarlos y venderlos.
En 1985 fue creada la fundación Amigos del Museo Filatélico, para difundir la actividad filatélica en el país.
En 2021, setenta y siete bienes muebles pertenecientes a la colección de museo fueron declarados Patrimonio Cultural de la Nación mediante resolución viceministerial N° 000093-2021-VMPCIC/MC.